# Яниші (Аліковський район)
Яниші́ (рос. Яныши, чув. Янăш) — присілок у складі Аліковського району Чувашії, Росія. Входить до складу Чувасько-Сорминського сільського поселення.
Населення — 44 особи (2010; 73 у 2002).
Національний склад:
- чуваші — 100 %